# Brunéi en los Juegos Olímpicos de Atlanta 1996
Brunéi estuvo representado en los Juegos Olímpicos de Atlanta 1996 por un deportista masculino que compitió en tiro deportivo.
El portador de la bandera en la ceremonia de apertura fue el tirador Abdul Hakeem Jefri Bolkiah. El equipo olímpico bruneano no obtuvo ninguna medalla en estos Juegos.